# Diego Maggi
Diego Maggi (22 de noviembre de 1963, Ciudad Autónoma de Buenos Aires) es un exbaloncestista argentino, jugaba como pívot, es considerado una leyenda del baloncesto argentino, ídolo en Ferro, GEPU y Peñarol.

## Carrera
Reclutado por el mítico Director Técnico León Najnudel (padre de la Liga Nacional) en el año 1979, para Ferro, vistió durante once temporadas la casaca del, en ese entonces, equipo más ganador de la época

### Después de la retirada
Colaboró habitualmente en varias publicaciones referentes al baloncesto, y al deporte en general. Se ha desempeñado como agente de jugadores durante 4 años en la empresa CDM Consultora Deportiva (fundada por él). Posee el título de Director Técnico Profesional de la República Argentina para dirigir en la Liga Nacional de Básquet. Integró el Consejo de Deportistas de la Provincia de Buenos Aires, en donde realizó una tarea de incentivación deportiva en los niños, junto a otras figuras del deporte como Ricardo Bochini (Fútbol) Hugo Conte (Vóley), Vanina Onetto (Hockey) Nora Vega (Patín Carrera) Santiago Phelan y Arturo Rodríguez Jurado (Rugby) etc. También se desempeñó como profesor de Básquet en los municipios de Benito Juárez, Miramar, San Cayetano y Balcarce. Dirigió la Escuela de Básquet del Colegio “Juvenilia” de Mar del Plata.

### Mánager
En el año 2007 es contratado por Quilmes de Mar del Plata como mánager

Nueva función y tratando de ir metiéndome en las tareas del equipo de a poco, hablando con la gente que trabaja en la oficina de liga nacional, ir viendo que cosas se necesitan más y como te dije...ir metiéndome de a poco en la función. Muy contento, la verdad muy feliz de poder estar otra vez en el básquet, obviamente desde otro lado.

### La nueva vida de Diego Maggi en Inglaterra
Se fue a vivir a Mallorca donde comenzó el curso de entrenador.

Era el más viejo de todos mis compañeros en los cursos, pero tenía las mismas ganas que cualquiera de ellos.

Luego de graduarse aceptó la propuesta de dirigir en el básquetbol de Inglaterra en Cumbria, cerca de la frontera con Escocia.

### Selección
Con tan solo 17 años debutó en la Selección Nacional, siendo uno de los tres jugadores más jóvenes en alcanzar dicho halago, integró diversas selecciones provinciales. Ha participado en el Campeonato del mundo 1986 y el Campeonato del mundo 1990, sumando globalmente 171 puntos en 18 partidos. Luego de 14 años vistiendo la casaca nacional se retiró de la misma en los Juegos Panamericanos de Mar del Plata con el título de Campeón.

## Vida personal
Casado con Ethel Gómez es el padre de Iván, Nicolás y Lucía. Su hijo Iván jugó en el básquet en Manhattanville College Atletics. Su hijo Nicolás es actor y director de teatro.

### Clubes
| Club                 | País      | Año         |
| -------------------- | --------- | ----------- |
| Ferro                | Argentina | 1985 - 1989 |
| Sport Club Cañadense | Argentina | 1990        |
| GEPU                 | Argentina | 1990 - 1992 |
| Peñarol              | Argentina | 1992 - 1998 |
| Belgrano             | Argentina | 1999 - 2000 |

## Palmarés

### Campeonatos nacionales
- Actualizado hasta el 22 de mayo de 2016.

| Título                 | Club                 | País      | Año         |
| ---------------------- | -------------------- | --------- | ----------- |
| Campeón LNB 1985       | Ferro                | Argentina | 1985        |
| Campeón LNB 1986       | Ferro                | Argentina | 1986        |
| Subcampeón LNB 1987    | Ferro                | Argentina | 1987        |
| Campeón LNB 1989       | Ferro                | Argentina | 1989        |
| Subcampeón LNB 1990    | Sport Club Cañadense | Argentina | 1990        |
| Campeón LNB 1990/91    | GEPU                 | Argentina | 1990 - 1991 |
| Subcampeón LNB 1991/92 | GEPU                 | Argentina | 1991 - 1992 |
| Campeón LNB 1993/94    | Peñarol              | Argentina | 1993 - 1994 |

### Selección
- Actualizado hasta el 22 de mayo de 2016.

| Título         | Selección | País      | Año  |
| -------------- | --------- | --------- | ---- |
| Argentina 1995 | Argentina | Argentina | 1995 |

### Individuales
- Actualizado hasta el 22 de mayo de 2016.

| Título                           | Club               | País      | Año             |
| -------------------------------- | ------------------ | --------- | --------------- |
| Jugador con más rebotes en Ferro | Ferro Carril Oeste | Argentina | 1989 - Presente |